# Yisrael Kaplinsky
Pour les articles homonymes, voir Kaplinsky.
Yisrael Mikhal Kaplinsky, surnommé « Langzam » est un militant révolutionnaire juif du Bund qui fut recruté par l'Okhrana, police secrète du tsar, dans le cadre de la Zoubatovchtchina. Démasqué, il prend la fuite et est exécuté par la Tchéka après la Révolution russe.

## Biographie

### Le militant révolutionnaire
Militant dès la fondation du Bund (1897), il est un des premiers imprimeurs du journal du parti, l'Arbeiter Shtime, fondé la même année. Il anime l'imprimerie clandestine et met au point une méthode d'impression mécanique silencieuse qui permet de déjouer les recherches de la police tsariste. À cette époque, l'imprimerie du Bund est particulièrement efficace ; elle fournit, par exemple, à la Rabotchaïa Gazeta de Kiev, les caractères cyrilliques dont cette publication du POSDR avait besoin, alors que le presse du Bund utilisait les caractères du yiddish.

### L'agent de l'Okhrana
Le 26 juillet 1898, le directeur de la police tsariste, l'Okhrana, Sergueï V. Zoubatov réussit une rafle qui décapite le Bund. À cette occasion, Yisrael Kaplinsky est arrêté et retourné, comme savait si bien le faire Zoubatov, dans le cadre de ce qu'on appelle la Zoubatovchtchina.
Yisrael Kaplinsky devient donc un agent de l'Okhrana et reprend ses activités militantes.  Sa présence parmi les cadres bundistes entraîne de nombreuses arrestations. Il livre ainsi l'imprimerie clandestine du POSDR située à Kichinev qu'il avait contribué à installer. Par contre, il garde certains secrets du parti et ne donne pas à l'Okhrana l'imprimerie du Bund qui était son œuvre. 
Le comité extérieur du Bund est informé, en 1908, par un certain Bakaï, de la présence d'un traître à un poste de confiance. Mais Bakaï ne se souvient pas du nom de l'agent provocateur.
En 1909, un agent polonais de l'Okhrana, réfugié à l'étranger, L. Mentchikov, révèle à la direction le nom de Kaplinsky. Cette révélation divise le Comité central du Bund. Certains proposent une exécution immédiate, d'autres sont enclins à croire Kaplinsky qui nie farouchement. Yisrael Klapinsky est convoqué devant un tribunal du parti. Il prend la fuite.
En 1919, il écrit une curieuse lettre au Bund dans laquelle il admet sa trahison, mais explique avoir tout fait pour en limiter les conséquences. Il y explique qu'il s'est efforcé de limiter sa collaboration avec la police, préservant ainsi une partie de l'appareil du Bund.
Il est exécuté par la Tchéka quelque temps après.